# Poecilomorpha tarsata
Poecilomorpha tarsata es una especie de coleóptero de la familia Megalopodidae.

## Distribución geográfica
Habita en Sierra Leona.